# Boltenhagen (comune)

Panoramica del porticciolo di Boltenhagen

Boltenhagen (nome ufficiale: Ostseebad Boltenhagen) è un comune del Meclemburgo-Pomerania Anteriore, in Germania. È una popolare località balneare sul Mar Baltico.
Dal punto di vista amministrativo, è un comune "extracomunitario" (amtsfreie Gemeinde) del circondario (Landkreis) del Meclemburgo Nordoccidentale (Nordwest Mecklenburg; targa: NWM).
Si tratta di una delle più antiche stazioni balneari tedesche, essendo stata inaugurata come tale nel 1803.

## Geografia fisica

### Collocazione
Boltenhagen si trova nella parte nord-occidentale del land Meclemburgo-Pomerania Anteriore, quasi al confine con lo Schleswig-Holstein, a nord di  Grevesmühlen e a 20 km a nord-ovest della città anseatica di Wismar e a ca. 30 km ad est di un'altra città anseatica, ovvero Lubecca (Schleswig-Holstein).

## Economia

### Da vedere
Tra i punti d'interesse vi sono, tra l'altro:
- la spiaggia, lunga ca. 4,5 km
- le scogliere (tra le più alte in Germania, dopo quelle di Rügen)
- il molo (290 m di lunghezza), costruito nel 1911